# Kiss Béla (operaénekes)
Kiss Béla, Kiss Béla László (Cegléd, 1853. június 2. – Budapest, 1925. július 23.) operaénekes (tenor).

## Pályafutása
Kiss László és Czeriszdorf Barbara (Borbála) fiaként született. 1863-tól 1871-ig a fővárosi Főreál Gimnáziumban tanult, itt tette le az érettségi vizsgát. Ezután a Műegyetemre nyert felvételt, de abbahagyta tanulmányait, mert a színészet jobban vonzotta. 
Rövid időn át vidéken színész volt. Miskolcon ismerkedett meg Rónai Máriával, Rónai Gyula színész lányával, akivel 1877. október 4-én házasságot kötött. A ceglédi hengergőzmalomnál dolgozott tisztviselőként. Időnként fellépett Gungl Ignácék szerdánkénti házi koncertjén, ahol felfigyeltek tenor hangjára. Az énekben Hajós Zsigmond és Predics László karmester képezték ki, majd Budapesten az Operaház taníttatta saját költségén egy éven keresztül. 1879-ben Székesfehérvárott operettekben énekelt. 
1888. február 17-én volt az első kísérlete a Várszínházban, a Lammermoori Lucia c. opera Buklaw Artúr szerepében, ahol erős, kellemes tenorjával, ízléses előadásával, tiszta szövegkiejtésével tűnt ki. 20 évig volt a Magyar Királyi Operaház tagja, énekelt többek között igen jelentős szerepeket is, így Hunyadi Lászlóban V. Lászlót, Bánk bánban Ottót, A bolygó hollandiban Eriket, Othelloban Cassiot. 
1907. március 4-én nyugalomba vonult. Ezután hazatért Ceglédre, megvásárolta bátyja Szőlő utcai házát. Birtoka volt még Ugyerben és az Irtványban (Kámán), ahol házat és présházat épített. 1920-21-ben elnöke volt a lakáshivatalnak, majd 1921-ben lemondott ezen állásáról és Budapestre költözött, ahol az országos pinceszövetkezetnél helyezkedett el. 1925-ben Budapestről kámáni látogatásra indult, amikor a vonaton ülve rosszul lett, elszállították a mentők, halálát agyvérzés okozta.

## Fontosabb szerepei
- Kékszakáll (Offenbach)
- Don José (Bizet: Carmen)
- Walter, Heinrich (Wagner: Tannhäuser)